# أديسون (ميشيغان)
أديسون (بالإنجليزية: Addison, Michigan)‏ هي منطقة سكنية تقع في الولايات المتحدة في مقاطعة لينوي (ميشيغان). يقدر عدد سكانها بـ 605 نسمة ومساحتها 2.59 كم2 وترتفع عن سطح البحر 325 متر.

## التركيبة السكانية
قام مكتب تعداد الولايات المتحدة بتحديد بيانات التركيبة السكانية لأديسون في تعداد الولايات المتحدة. في ما يلي، التركيبة السكانية حسب تعدادي 2000 و2010.

### تعداد عام 2000
بلغ عدد سكان أديسون 627 نسمة بحسب تعداد عام 2000، وبلغ عدد الأسر 247 أسرة وعدد العائلات 164 عائلة مقيمة في القرية.
وتوزع التركيب العرقي للقرية بنسبة 98.41% من البيض و0.16% من الأمريكيين الأصليين و0.96% من الأمريكيين ذوي الأصول الآسيوية و0.32% من عرقين مختلطين أو أكثر.
بلغ عدد الأسر 247 أسرة كانت نسبة 35.2% منها لديها أطفال تحت سن الثامنة عشر تعيش معهم، وبلغت نسبة الأزواج القاطنين مع بعضهم البعض 50.2% من أصل المجموع الكلي للأسر، ونسبة 13.8% من الأسر كان لديها معيلات من الإناث دون وجود شريك، وكانت نسبة 33.2% من غير العائلات. تألفت نسبة 29.6% من أصل جميع الأسر من أفراد ونسبة 10.5% كانوا يعيش معهم شخص وحيد يبلغ من العمر 65 عاماً فما فوق. وبلغ الحجم الوسطي للأسر 3.17، أما الحجم الوسطي للعائلات فبلغ 2.54.
بلغ العمر الوسطي للسكان 35 عاماً. وكانت نسبة 31.1% من القاطنين تحت سن الثامنة عشر، وكانت نسبة 9.7% بين الثامنة عشر والأربعة وعشرون عاماً، ونسبة 28.2% كانت واقعةً في الفئة العمرية ما بين الخامسة والعشرون حتى والأربعة وأربعون عاماً، ونسبة 19.6% كانت ما بين الخامسة والأربعون حتى الرابعة والستون، ونسبة 11.3% كانت ضمن فئة الخامسة والستون عاماً فما فوق. وتوزع التركيب الجنسي للسكان بنسبة 47.7% ذكور و52.3% إناث.

### تعداد عام 2010
بلغ عدد سكان أديسون 605 نسمة بحسب تعداد عام 2010، وبلغ عدد الأسر 245 أسرة وعدد العائلات 156 عائلة مقيمة في القرية. في حين سجلت الكثافة السكانية 630.2 نسمة لكل ميل مربع (243.3/كم2). وبلغ عدد الوحدات السكنية 274 وحدة بمتوسط كثافة قدره 285.4 لكل ميل مربع (110.2/كم2).
وتوزع التركيب العرقي للقرية بنسبة 97.0% من البيض و0.5% من الأمريكيين الأفارقة و2.1% من عرقين مختلطين أو أكثر.
بلغ عدد الأسر 245 أسرة كانت نسبة 35.9% منها لديها أطفال تحت سن الثامنة عشر تعيش معهم، وبلغت نسبة الأزواج القاطنين مع بعضهم البعض 42.0% من أصل المجموع الكلي للأسر، ونسبة 16.3% من الأسر كان لديها معيلات من الإناث دون وجود شريك، بينما كانت نسبة 5.3% من الأسر لديها معيلون من الذكور دون وجود شريكة وكانت نسبة 36.3% من غير العائلات. تألفت نسبة 28.2% من أصل جميع الأسر من أفراد ونسبة 11.8% كانوا يعيش معهم شخص وحيد يبلغ من العمر 65 عاماً فما فوق. وبلغ الحجم الوسطي للأسر 3.06، أما الحجم الوسطي للعائلات فبلغ 2.47. بلغ العمر الوسطي للسكان 35.1 عاماً. وكانت نسبة 26.8% من القاطنين تحت سن الثامنة عشر، وكانت نسبة 10% بين الثامنة عشر والأربعة وعشرون عاماً، ونسبة 26.3% كانت واقعةً في الفئة العمرية ما بين الخامسة والعشرون حتى والأربعة وأربعون عاماً، ونسبة 26.1% كانت ما بين الخامسة والأربعون حتى الرابعة والستون، ونسبة 10.7% كانت ضمن فئة الخامسة والستون عاماً فما فوق. وتوزع التركيب الجنسي للسكان بنسبة 46.8% ذكور و53.2% إناث.